# Лібералізм у США
Лібералізм у Сполучених Штатах базується на концепції невід'ємних прав особистості. Фундаментальні ліберальні ідеали згоди керованих, свободи слова, свободи преси, свободи віросповідання, відокремлення церкви від держави, права на носіння зброї, права на належну правову процедуру та рівності перед законом широко прийняті як загальна основа лібералізму. Він відрізняється від лібералізму в усьому світі тим, що Сполучені Штати ніколи не мали спадкової аристократії, і уникнули значної частини класової війни, характерної для Європи. За словами американського філософа Яна Адамса, «всі американські партії є ліберальними і завжди ними були. По суті, вони сповідують класичний лібералізм, тобто форму демократизованого конституціоналізму плюс вільний ринок. Різниця полягає у впливі соціального лібералізму» та принципових розбіжностях щодо належної ролі уряду.
Починаючи з 1930-х років, лібералізм, як правило, використовується без уточнення в Сполучених Штатах для позначення сучасного лібералізму, різновиду лібералізму, який підтримує регульовану ринкову економіку і розширення громадянських і політичних прав, при цьому загальне благо вважається сумісним зі свободою особистості або вищим за неї. Ця політична філософія була продемонстрована політикою Нового курсу Франкліна Д. Рузвельта, а пізніше — Великим суспільством Ліндона Б. Джонсона. Інші досягнення включають Адміністрацію прогресу робіт і Закон про соціальне забезпечення 1935 року, а також Закон про громадянські права 1964 року і Закон про виборчі права 1965 року. Цей різновид лібералізму також відомий як сучасний лібералізм, щоб відрізнити його від класичного лібералізму, з якого він вийшов разом із сучасним американським консерватизмом.
Сучасний американський лібералізм зараз включає в себе такі питання, як одностатеві шлюби, права трансгендерів, скасування смертної кари, репродуктивні права та інші права жінок, виборчі права для всіх повнолітніх громадян, громадянські права, екологічна справедливість та державний захист права на достатній рівень життя. Національні соціальні послуги, такі як рівні освітні можливості, доступ до охорони здоров'я та транспортної інфраструктури, призначені для виконання обов'язку сприяти загальному благополуччю всіх громадян, встановленому Конституцією Сполучених Штатів. Деякі ліберали, які називають себе класичними лібералами, фіскальними консерваторами або лібертаріанцями, підтримують фундаментальні ліберальні ідеали, але розходяться з сучасною ліберальною думкою на тій підставі, що економічна свобода важливіша за соціальну рівність.

## Історія

### XVIII та XIX століття
Витоки американського лібералізму знаходяться в політичних ідеалах епохи Просвітництва.  Конституція Сполучених Штатів 1787 року заснувала першу сучасну республіку з суверенітетом народу (а не монарха) і без спадкової правлячої аристократії. Однак Конституція обмежувала свободу, зокрема, приймаючи рабство. Батьки-засновники США визнавали протиріччя, але вони вірили, що їм потрібна нація, достатньо об’єднана, щоб вижити у світі.
Наприкінці 18-го та 19-го століть Сполучені Штати поширили свободу на дедалі ширші класи людей. На початку 19 століття штати скасували багато обмежень щодо голосування для білих чоловіків. У 1865 році до Конституції були внесені поправки, спрямовані на скасування рабства, а в 1870 році — на надання виборчого права чорним чоловікам.

#### Прогресивна епоха
Коли в 19 столітті економіка Сполучених Штатів почала переходити на виробництво та послуги, ліберали почали розглядати корупцію та концентрацію економічної влади (на той час — трасти) як загрози свободі.  Під час прогресивної ери, починаючи з кінця 19 століття, були прийняті закони, що обмежують монополії та регулюють тарифи на залізниці.

### 20 століття
За словами Джеймса Райхлі, термін лібералізм набув свого нинішнього значення в Сполучених Штатах у 1920-х роках. У 19 столітті та на початку 20 століття цей термін зазвичай описував класичний лібералізм, який наголошував на обмеженому уряді, релігійній свободі та підтримці вільного ринку. Тим часом термін прогресивізм використовувався для опису таких людей, як Теодор Рузвельт, який віддавав перевагу обмеженій активності уряду. Протягом 1920-х років термін «прогресивний» став асоціюватися з такими політиками, як Роберт М. Ла Фоллетт, який закликав до державної власності на залізниці та комунальні послуги під час своєї кандидатури на пост президента від третьої партії 1924 року. Таким чином, прогресивізм асоціювався з радикалізмом, якого намагалися уникнути прихильники більш поміркованих реформ. Цей термін також був непривабливим для певних груп через його давню асоціацію з Республіканською партією та рухом Social Gospel. Наприкінці 1920-х і 1930-х років такі політичні діячі, як Франклін Д. Рузвельт, все частіше використовували термін «ліберал» для опису особи, яка виступала за певну активність уряду, але була проти більш радикальних реформ.  У 20-му столітті це право було розширено на жінок з іншою поправкою.

#### Новий курс
У 1930-х роках лібералізм став описувати прагматичну ідеологію, яка закликала до помірного державного регулювання економіки, прогресивного оподаткування та посилення повноважень федерального уряду по відношенню до штатів. Це також означало підтримку організованої праці та певну ворожість чи принаймні підозру до великого бізнесу. Лібералізм зберіг деякі аспекти використання терміна до 1930-х років, включаючи підтримку громадянських свобод і секуляризму. Те, що колись називали класичним лібералізмом, стали називати лібертаріанством або поєднанням фіскального консерватизму та соціального лібералізму. Ці позиції були протиставлені політичним позиціям лівих, які виступали за більші зміни, і консерваторам, які виступали проти цих змін.
Президент Франклін Д. Рузвельт прийшов на посаду в 1933 році, на тлі економічної катастрофи Великої депресії, запропонувавши нації Новий курс, спрямований на полегшення економічних втрат та наслідків безробіття, надання більших можливостей і відновлення процвітання. Президентство Франкліна Д. Рузвельта (1933–1945), найдовше в історії Сполучених Штатів, ознаменувалося посиленням ролі федерального уряду у вирішенні економічних та інших проблем країни.  Широко поширеною є думка, що програми допомоги на роботі забезпечили роботу, амбітні проекти, такі як Адміністрація долини Теннессі, сприяли економічному розвитку, а система соціального забезпечення заклала основу для сучасної системи соціального забезпечення країни. Велика депресія тривала до 1930-х років, незважаючи на програми Нового курсу, які мали неоднозначний успіх у вирішенні економічних проблем країни. Не всі економісти визнають досягнення політики Нового курсу, зокрема представники Австрійської школи заперечують користь і відновлювальний ефект для економіки цієї політики.

Релігійні та етнічні меншини сильно постраждали, і їм допомогли програми допомоги та політика патронажу. Католики та євреї надали сильну підтримку коаліції Нового курсу.  Чорношкірі були включені в програми Нового курсу, особливо на Півночі, з меншою роллю на Півдні.  Соціолог Гуннар Мюрдаль дійшов висновку: 
Частка негра може бути мізерною у всій цій державній діяльності, але йому відведена частка. Йому було надано ширший і різноманітніший фронт для захисту і з якого він міг просуватися вперед. Це велике значення Нового курсу для негрів. Чи не вперше в історії нації держава зробила щось суттєве й соціальне, не виключаючи негрів.
Новий курс надавав безпосередню допомогу меншинам у 1930-х роках через Корпус цивільної охорони (CCC), Адміністрацію громадських робіт (PWA), Адміністрацію прогресу робіт (WPA) та інші агенції, а під час Другої світової війни виконавчі накази та Комісію з працевлаштування відкрили мільйони нових робочих місць для меншин і заборонили дискримінацію в компаніях з державними контрактами.  1,5 мільйона темношкірих ветеранів у 1945 році мали повне право на щедрі ветеранські виплати згідно із Законом про ГІ на тих же підставах, що й усі інші.
Новий курс складався з трьох типів програм, спрямованих на «допомогу, відновлення та реформи».  Допомога — це негайна спроба допомогти одній третині населення, яке найбільше постраждало від депресії. Рузвельт розширив Програму екстреної допомоги та будівництва Герберта Гувера (ERCA) і додав CCC, PWA та WPA, останній замінив у 1935 році Федеральне управління надзвичайної допомоги (FERA). Також у 1935 році були додані Закон про соціальне забезпечення та програми страхування на випадок безробіття. Закон про соціальне страхування передбачав вихід на пенсію та інвалідність для американців, які не могли працювати або не могли знайти роботу.  Окремі програми були створені для надання допомоги в сільській місцевості, такі як Адміністрація переселення та Адміністрація безпеки ферм. Програми відновлення мали на меті відновити економіку до рівня до депресії. Це передбачало дефіцитні витрати бюджету, відмову від золотого стандарту, спроби знову підвищити надто низькі ціни на сільськогосподарську продукцію та спроби збільшити зовнішню торгівлю. Зусилля Нового курсу, спрямовані на те, щоб допомогти Сполученим Штатам відновитися, були частково через значно розширену програму Гувера, Фінансову корпорацію реконструкції (RFC).
Реформа базувалася на припущенні, що депресія була спричинена внутрішньою ринковою нестабільністю і що державне втручання було необхідним для раціоналізації та стабілізації економіки та збалансування інтересів фермерів, бізнесу та робочої сили.  Заходи щодо реформування включали Закон про відновлення національної промисловості (NIRA), регулювання Уолл-стріт Законом про біржі цінних паперів (SEA), Закон про адаптацію сільського господарства (AAA) для сільськогосподарських програм, страхування банківських депозитів Федеральною корпорацією страхування депозитів (FDIC). прийнятий Законом Гласса-Стіголла 1933 року та Національним законом про трудові відносини (NLRA), також відомим як Закон Вагнера Закон, що стосується трудових відносин. Незважаючи на деякі наполягання прибічників Нового курсу, не було великої антимонопольної програми.  Рузвельт виступав проти соціалізму (у сенсі державної власності на засоби виробництва), і лише одна велика програма, Управління долини Теннессі (TVA), передбачала державну власність на засоби виробництва.

#### Друга світова війна
Рузвельт був президентом протягом більшої частини Другої світової війни і, передбачаючи післявоєнний період, рішуче підтримував пропозиції щодо створення організації Об’єднаних Націй як засобу заохочення взаємної співпраці для вирішення проблем на міжнародній арені. Його відданість інтернаціоналістичним ідеалам відповідала традиціям Вудро Вільсона, архітектора невдалої Ліги Націй.  Рузвельт очолював створення Організації Об’єднаних Націй у 1945 році з умовою, що Сполучені Штати матимуть право вето.

##### Ліберальний консенсус
До 1950 року ліберальна ідеологія була настільки інтелектуально домінуючою, що літературний критик Лайонел Тріллінг писав, що «лібералізм є не тільки домінуючою, але навіть єдиною інтелектуальною традицією, [...] немає жодних консервативних або реакційних ідей в обігу».
Протягом майже двох десятиліть лібералізм часів холодної війни залишався домінуючою парадигмою в американській політиці, досягнувши переконливої перемоги Ліндона Б. Джонсона над Баррі Голдуотером на президентських виборах 1964 року та ухвалення закону про Велике Суспільство.  Післявоєнний ліберальний консенсус включав прийняття скромної соціальної держави та антикомуністичної внутрішньої та зовнішньої політики.  Деякі його елементи були спільні з вбудованим лібералізмом, який мав на меті поєднати переваги вільних ринків із деякою інтервенціоністською внутрішньою політикою.

#### Холодна війна
Американський лібералізм в епоху холодної війни був безпосереднім спадкоємцем Нового курсу Франкліна Д. Рузвельта і трохи більш віддаленим спадкоємцем прогресистів початку 20-го століття.  Сол Стерн писав, що «лібералізм холодної війни заслуговує на визнання найбільшого досягнення Америки з часів Другої світової війни — перемоги у холодній війні».
Основні положення лібералізму часів холодної війни можна знайти в «Чотирьох свободах» Рузвельта (1941). З них свобода слова та релігії були класичними ліберальними свободами, як і свобода від страху (свобода від тиранічного уряду), але свобода від потреб була іншою справою. Рузвельт запропонував поняття свободи, яке передбачало відповідальність уряду за особистість.  Свобода від потреб може виправдати позитивні дії уряду для задоволення економічних потреб, ідея більше пов’язана з концепціями Республіканської партії Авраама Лінкольна, Партії вігів Генрі Клея та економічних принципів державного втручання та субсидій Олександра Гамільтона, ніж більш радикальний соціалізм і соціал-демократія європейських мислителів або з попередніми версіями класичного лібералізму, представленого Демократично-республіканською партією Томаса Джефферсона та Демократичною партією Ендрю Джексона.
У 1950-х і 1960-х роках обидві основні американські політичні партії включали ліберальні та консервативні фракції. Демократична партія мала, з одного боку, північних і західних лібералів, а з іншого — загалом консервативні південні білі. Важко класифікувати північні міські демократичні політичні машини. Міські машини підтримували економічну політику Нового курсу, але вони повільно розпалися через расові питання. Деякі історики поділяють Республіканську партію на ліберальну Уолл-стріт і консервативну фракцію Мейн-стріт, тоді як інші відзначають, що консерватори Республіканської партії походили з штатів, які не мають виходу до моря (Роберт Тафт-молодший з Огайо та Баррі Голдуотер з Аризони), а ліберали, як правило, походили з Каліфорнії. (Ерл Воррен і Піт Макклоскі), Нью-Йорк (Нельсон Рокфеллер) та інші прибережні штати.
Протиставляючи як комунізм, так і консерватизм, лібералізм часів холодної війни нагадував попередні лібералізми у своїх поглядах на багато соціальних питань та особисту свободу, але його економічні погляди не були поглядами джефферсонівського лібералізму вільного ринку чи європейських соціал-демократів. Вони ніколи не схвалювали державний соціалізм, але закликали витрачати кошти на освіту, науку та інфраструктуру, зокрема на розширення НАСА та будівництво системи міждержавних автомагістралей. Їхні прогресивні ідеї продовжили спадщину Лінкольна, Вудро Вільсона, Теодора Рузвельта та Франкліна Д. Рузвельта. Серед позицій лібералізму часів холодної війни найбільш видатними та незмінними були наступні:
- Підтримка вітчизняної економіки, побудованої на балансі сил між працею (у формі організованих профспілок) і керівництвом (з тенденцією більше цікавитися великими корпораціями, ніж малим бізнесом).
- Зовнішня політика була спрямована на стримування комунізму в Радянському Союзі та Китаї. Ліберали виступали проти ізоляціонізму, розрядки і відкату.
- Продовження програм соціального забезпечення Нового курсу, особливо соціального забезпечення).
- Прийняття кейнсіанської економіки з дефіцитом витрат у часи рецесії. Вони підтримували високі витрати на армію, політику, відому як військове кейнсіанство.

Спочатку ліберали загалом не вважали спадкоємця Франкліна Д. Рузвельта Гаррі С. Трумена своїм власним, вважаючи його хакером Демократичної партії. Проте ліберальні політики та ліберальні організації, такі як «Американці за демократичні дії» (ADA), стали на бік Трумена, виступаючи проти комунізму як вдома, так і за кордоном, іноді жертвуючи громадянськими свободами.  Наприклад, у 1950 році Г’юберт Хамфрі подав до Сенату законопроект про створення центрів ув’язнення, де могли б утримуватися без суду ті, кого президент оголосив підривною діяльністю, але він не був прийнятий.
Ліберали були єдині у своїй опозиції до маккартизму.

##### Занепад південних лібералів
Південні ліберали були важливою частиною коаліції Нового курсу, оскільки без них Рузвельту бракувало більшості в Конгресі. Відомими лідерами були Ліндон Б. Джонсон у Техасі, Джим Фолсом і Джон Спаркман в Алабамі, Клод Пеппер у Флориді, Ерл Лонг у Луїзіані, Лютер Х. Ходжес у Північній Кароліні та Естес Кефовер у Теннессі. Вони просували субсидії для дрібних фермерів і підтримували профспілковий рух, що зароджувався. Важливою умовою цієї коаліції Північ-Південь було те, що північні ліберали ігнорували південний расизм. Після 1945 року північні ліберали, особливо на чолі з молодим Губертом Гемфрі з Міннесоти, все частіше робили громадянські права центральною проблемою. Вони переконали Трумена приєднатися до них у 1948 році. Консервативні південні демократи, найбільш відомі як діксікрати, взяли під контроль тамтешні державні партії та висунули Строма Термонда на пост президента в 1948 році. Термонд мав лише Глибокий Південь, але цієї загрози було достатньо, щоб гарантувати Національна демократична партія в 1952 і 1956 роках не робила громадянські права головним питанням. У 1956 році 101 із 128 представників і сенаторів Півдня підписали Маніфест Півдня, засуджуючи примусову десегрегацію.  Робітничий рух на Півдні був розділений і втратив свій політичний вплив. Південні ліберали опинилися в скрутному становищі, оскільки більшість з них мовчали або пом’якшували свій лібералізм, тоді як інші переходили на інший бік, а залишок меншості продовжував ліберальний шлях. Одну за одною була розгромлена остання група. За словами історика Нумана В. Бартлі, «саме слово «ліберал» поступово зникло з південного політичного лексикону, окрім як терміна, що викликає ганьбу».

#### Закони про громадянські права
Лібералізм холодної війни виник у той час, коли більшість афроамериканців були політично й економічно безправними. Починаючи з «Забезпечити ці права», офіційного звіту, опублікованого Білим домом Трумена в 1947 році, самопроголошені ліберали все більше сприймали рух за громадянські права. У 1948 році президент Трумен десегрегував збройні сили, і демократи включили в партійну платформу сильну дошку громадянських прав, хоча делегати з Глибокого Півдня вийшли і висунули кандидата третьої партії, Dixiecrats, на чолі зі Стромом Термондом. Трумен скасував дискримінацію в збройних силах, що призвело до інтеграції військових частин на початку 1950-х років. Однак законодавство про громадянські права не було прийнято до слабкого законопроекту в 1957 році.
Протягом 1960-х років стосунки між білими лібералами та рухом за громадянські права ставали все більш напруженими, оскільки лідери за громадянські права звинувачували ліберальних політиків у зволіканні та зволіканні, хоча вони усвідомлювали, що їм потрібна підтримка ліберальних північних демократів і республіканців для голосування, щоб прийняти будь-який закон. Багато білих лібералів вважали, що масовий рух за громадянські права лише розлютить багатьох білих південців і ще більше ускладнить проходження законів про громадянські права через Конгрес. У відповідь на це занепокоєння лідер громадянських прав Мартін Лютер Кінг погодився пом’якшити Марш на Вашингтон у 1963 році. Президент Джон Ф. Кеннеді нарешті схвалив Марш на Вашингтон і запропонував те, що стане Актом про громадянські права 1964 року, але він не зміг пройти це перед тим, як його вбили. Після смерті Кенні його віце-президент Ліндон Б. Джонсон отримав посаду президента. У 1930-х роках він був демократом «Нового курсу», а в 1950-х вирішив, що Демократична партія повинна позбутися свого сегрегаційного минулого та підтримати расовий лібералізм, а також економічний лібералізм. Джонсон осідлав величезну хвилю співчуття до свого вбитого попередника. За допомогою консервативних республіканців на чолі з Евереттом Дірксеном південний флібустьєр було зламано. Джонсон прийняв низку законів про велике суспільство, очолюваних потужним Законом про громадянські права 1964 року, який забороняв сегрегацію, і Законом про виборчі права 1965 року, який скасував спроби штату заборонити темношкірим голосувати та сприяв їх мобілізації як мільйонів нових ліберальних виборців-демократів. Результатом стало негайне припинення сегрегації в більшості громадських місць (окрім шкіл) і припинення обмежень на голосування темношкірих.
Сам рух за громадянські права ставав роздробленим. 8 березня 1964 року Малкольм Х оголосив, що збирається організувати чорну націоналістичну організацію, яка намагатиметься «підвищити політичну свідомість» афроамериканців.  Невдовзі після цього почалася хвиля чорних заворушень у центральних містах, що спричинило «довге спекотне літо» у кожному великому місті з 1964 по 1970 рік. Заворушення відчужили значну частину білого робітничого класу, який був основою робітничого класу - профспілковий елемент у коаліції за громадянські права.  До 1966 року виник рух Black Power. Прихильники Black Power звинуватили білих лібералів у спробі контролювати порядок денний громадянських прав. Прихильники Black Power хотіли, щоб афроамериканці наслідували «етнічну модель» для отримання влади, подібну до політичних машин демократів у великих містах. Це поставило їх на курс зіткнення з політиками міської машини, а по краях руху «Чорна сила» містилися расові сепаратисти, які хотіли повністю відмовитися від інтеграції — програми, яку не могли схвалити американські ліберали будь-якої раси. Саме існування таких осіб (які завжди отримували більше уваги ЗМІ, ніж їх реальна кількість могла виправдати) сприяло «білій негативній реакції» проти лібералів та активістів громадянських прав.

#### Соціально-ліберальні політичні рухи
У 1960-х і 1970-х роках масові рухи за права жінок, права геїв і сексуальне звільнення стали потужною політичною силою. Друга хвиля фемінізму, яка наголошувала на правах жінок працювати поза домом і займати відповідальні посади, призвела до широкого збільшення відсотка жінок, які працюють поза домом.  У 1972 році Кетрін Грем стала першою жінкою- генеральним директором зі списку Fortune 500, і незабаром їх кількість зросла. Сьогодні 37 компаній зі списку Fortune 500 мають жінки-керівники.  У 1980 році Сандра Дей О'Коннор стала першою жінкою-суддею у Верховному суді Сполучених Штатів.  У 2021 році Камала Харріс стала першою жінкою- віце-президентом Сполучених Штатів. Сексуальна революція почалася в 1960-х роках і призвела до загального схвалення суспільством дошлюбного сексу.  Рішення Верховного суду у справі «Айзенштадт проти Бейрда» зробило контрацепцію доступною для неодружених людей і фактично легалізувало дошлюбний секс.  Переважна більшість американців зараз займаються дошлюбним сексом.  Сучасний рух за права геїв почався в 1970 році з бунтів у Стоунволлі. Кілька штатів незабаром скасували свої закони про содомію.  У 1980 році платформа Демократичної партії офіційно підтримала права геїв.  У 1990-х роках популярна культура почала зображати прийняття гомосексуалізму серед гетеросексуалів як норму.  У 2003 році Верховний суд у справі «Лоуренс проти Техасу» скасував закони, які забороняли гомосексуальну поведінку в 12 штатах, де вони залишилися, вважаючи, що ці закони порушують статтю про належну правову процедуру Конституції.  У 2004 році Массачусетс став першим штатом в країні, який легалізував одностатеві шлюби. Справа Верховного суду 2015 року Obergefell v. Hodges легалізувала одностатеві шлюби по всій країні, вважаючи, що шлюб є фундаментальним правом усіх американців.  У 2020 році Верховний суд постановив, що формулювання розділу VII Закону про громадянські права 1964 року захищає працівників ЛГБТ від дискримінації. Опитування показують, що переважна більшість американців зараз підтримує права геїв і лесбійок.

#### Зіткнення з новими лівими у В'єтнамі
Хоча рух за громадянські права ізолював лібералів від білого робітничого класу та південних демократів, війна у В'єтнамі вбила ще один клин у ліберальні ряди, розділивши провоєнних «яструбів», таких як сенатор Генрі М. Джексон, від «голубів», таких як сенатор і 1972 кандидат у президенти Джордж Макговерн. Оскільки війна стала головним політичним питанням дня, згоди у внутрішніх справах було недостатньо, щоб утримати ліберальний консенсус.  В’єтнам був частиною стратегії стримування радянського комунізму, яка серйозно розпочалася в 1947 році, щоб протистояти радянській загрозі. Під час президентської кампанії 1960 року Кеннеді був більш «яструбиним» щодо Південно-Східної Азії, ніж Річард Ніксон. Хоча війна розширилася з 16 000 американців у В’єтнамі під керівництвом Кеннеді до 500 000 під керівництвом Джонсона, їхня політика була значною мірою безперервною, аж до приходу Ніксона в 1969 році. Глибокий розбіжність між лібералами та новими лівими, особливо щодо зовнішньої політики, непокоїло Демократичну партію.
Велика частина дедалі більшої опозиції війні походила від молодих активістів, які мали потужну базу в елітних університетських містечках. Вони відчужувалися від істеблішменту і створили Нові ліві. Після того, як Джонсон погано виступив на праймеріз 1968 року і вирішив зосередитися на миротворчій діяльності та не балотуватися на переобрання, напруга всередині Демократичної партії швидко загострилася. Убивства вбили двох провідних лібералів, Мартіна Лютера Кінга-молодшого та Роберта Ф. Кеннеді. Віце-президент Г'юберт Гамфрі, на той час обережний поміркований, який покірно наслідував Ліндона Джонсона у внутрішній і зовнішній політиці, був останньою людиною, яка стояла на катастрофічно насильницькому Національному з’їзді Демократичної партії 1968 року. Значна частина правого крила партії, з Півдня та етнічних білих округів на Півночі, відхилилась, щоб проголосувати за губернатора Алабами Джорджа Воллеса. Результатом стала мінімальна перемога республіканця Річарда Ніксона в тристоронній гонці. Незважаючи на те, що його рекламували як консерватора, президент Ніксон разом із Конгресом-демократом запровадив багато ліберальних політик, включаючи створення Агентства з охорони навколишнього середовища, нормалізацію відносин із комуністичним Китаєм і початок переговорів про обмеження стратегічних озброєнь для зменшення доступності балістичних ракет.
Ліберали люто не любили Ніксона, і він відповів їм тим же, склавши список ворогів. Проте, будучи президентом, Ніксон займав багато політичних позицій, які можна назвати лише ліберальними. До обрання Ніксона ліберальне крило його власної партії віддавало перевагу таким політикам, як Нельсон Рокфеллер і Вільям Скрентон. У 1968 році Ніксон виграв номінацію, звернувшись до «мовчазної більшості» консерваторів, огидних і наляканих різким зростанням рівня злочинності та широкомасштабними расовими заворушеннями.  Використовуючи виконавчі накази, він одноосібно створив головне екологічне агентство (Агентство з охорони навколишнього середовища), що було досягнуто без голосування в Конгресі. Він розширив фінансування ліберальних фаворитів, таких як Національний фонд мистецтв і Національний фонд гуманітарних наук.  Одним із його головних радників був ліберал Деніел Патрік Мойніган, який сказав, що «Ніксон здебільшого вибирав ліберальну політику, просто одягаючи її [...] в консервативну риторику».  Окрім підтримки таких ліберальних справ, як мистецтво та навколишнє середовище, він підтримував лібералізацію законів проти рекреаційних наркотиків. На подив консерваторів, він запровадив контроль над заробітною платою та цінами, щоб протистояти інфляції. Ноам Хомський, який часто нападає на лібералізм, назвав Ніксона «багато в чому останнім ліберальним президентом».  Історики все більше підкреслюють лібералізм політики його адміністрації, не приписуючи їх особисто Ніксону.
Період 1965–1974 років був великою епохою ліберальних активістів у Конгресі, коли конгрес під керівництвом демократів під час президентства Річарда Ніксона продовжував проводити ліберальну внутрішню політику. Вони організувалися всередині, щоб зібрати голоси, відстежувати законодавство, мобілізувати інтереси та готувати законопроекти без прямої допомоги з боку Білого дому. Було здійснено широкий спектр прогресивних заходів, таких як підвищення соціального забезпечення (збільшення виплат на 20% і зв’язок з автоматичним підвищенням вартості життя в 1972 році), соціального забезпечення (із розширенням компенсації по безробіттю, талонів на харчування та додаткового забезпечення). додатковий дохід до соціального страхування), правила робочого місця (з прийняттям Закону про безпеку та гігієну праці в 1970 році), міська допомога (з додавання субсидій на громадський транспорт до законів про будівництво автомагістралей), захист навколишнього середовища (з прийняттям Закону про національну екологічну політику 1969 року та Закону про чисте повітря 1970 року), допомога освіті (включаючи Розділ IX у 1972 році), громадянські права (із розширенням Закону про виборчі права 1970 р.)  та харчування (із створенням спеціальної програми додаткового харчування для Жінки, немовлята та діти в 1972 році).
Політичне домінування ліберального консенсусу навіть у роки правління Ніксона найкраще можна побачити в політиці, наприклад, у створенні Агентства з охорони навколишнього середовища, а також у невдалій пропозиції Ніксона замінити систему соціального забезпечення гарантованим річним доходом шляхом негативний податок на прибуток. Позитивні дії у своїй найбільш орієнтованій на квоти формі були політикою адміністрації Ніксона. Навіть «Війна з наркотиками» Ніксона виділила дві третини своїх коштів на лікування, набагато вищий показник, ніж мав бути за будь-якого наступного президента, республіканця чи демократа. Крім того, нормалізація дипломатичних відносин Ніксона з комуністичним Китаєм і його політика розрядки напруженості з Радянським Союзом, ймовірно, були більш популярні серед лібералів, ніж серед його консерваторів. Ніксон також успішно підтримав коригування вартості життя для одержувачів соціального страхування.
Протилежну точку зору висловив Касс Р. Санстейн у Другому біллі про права.  Він стверджує, що завдяки своїм призначенням у Верховний суд Ніксон фактично поклав край десятиліттям розповсюдженню економічних прав згідно із законодавством Сполучених Штатів відповідно до тих, що були висунуті в Загальній декларації прав людини, прийнятій у 1948 році Генеральним секретарем ООН.

#### 1970–1990-ті роки
У роки правління Ніксона та в 1970-ті роки ліберальний консенсус почав розпадатися. Альянс з білими південними демократами був втрачений в епоху громадянських прав. Незважаючи на те, що постійне надання виборчих прав афроамериканцям розширило електорат, включивши в нього багато нових виборців, які симпатизували ліберальним поглядам, цього було недостатньо, щоб компенсувати втрату деяких південних демократів. Організована праця, яка довгий час була оплотом ліберального консенсусу, минула пік своєї могутності в Сполучених Штатах, і багато профспілок залишалися за війну у В’єтнамі, навіть коли ліберальні політики все більше оберталися проти неї. У керівництві Демократичної партії відбувся поворот до поміркованості в расових темах після поразки ліберала Джорджа Макговерна в 1972 році.
Тим часом у республіканських лавах з'явилося нове крило партії. Консерватори, що виступають проти істеблішменту, яких розбурхав Баррі Голдуотер у 1964 році, кинули виклик більш ліберальному керівництву в 1976 році та взяли під контроль партію під керівництвом Рональда Рейгана в 1980 році. Ліберальні республіканці зникли навіть у своїх північно-східних фортецях.  Рейган успішно знизив граничні податкові ставки, особливо для тих, хто перебуває у верхній частині розподілу доходу, тоді як його реформи соціального забезпечення підняли податки на середню та нижню частину розподілу доходу, залишивши їхній загальний податковий тягар незмінним.
Більш центристські групи, як-от Рада демократичного лідерства (DLC), підтримали Білла Клінтона та кинули виклик лібералам щодо контролю над Демократичною партією.  Клінтон представляв себе центристським Новим демократом. Таким чином він дистанціювався від демократів Нового курсу. За допомогою DLC, де домінували південні країни, Клінтон став центром національної політики.  Клінтон працював з консерваторами та проти сильної ліберальної опозиції, щоб припинити деякі з основних програм соціального забезпечення та запровадити НАФТА, що об’єднує економіки Сполучених Штатів, Канади та Мексики. Клінтон наполягав на поширенні ліберальних ідеалів у сферах охорони здоров’я (де він зазнав невдачі) та охорони навколишнього середовища (де він досяг більшого успіху). Загалом він піддався лютій атаці зліва та багатьох лібералів, які звинуватили його в зраді традиціям Нового курсу активістського уряду, особливо щодо соціального забезпечення та його співпраці з бізнесом.

### 21 століття
1 січня 2013 року президенту Бараку Обамі вдалося підвищити податки для багатих, зберігши при цьому стабільні податки для середнього класу. 21 січня 2013 року Обама виступив зі своєю другою інавгураційною промовою, яка відстоювала численні ліберальні ініціативи.  Його головним досягненням було розширення пільг для здоров’я мільйонам згідно із Законом про доступне лікування, який став відомим як ObamaCare, що розширило роль уряду в охороні здоров’я. У 2016 році Берні Сандерс і Гілларі Клінтон були суперниками на виборах президента Демократичної партії 2016 року. У той час як Клінтон був загалом більш поміркованим, Сандерс позиціонував себе як прихильника прогресивізму та соціал-демократії, який проводив передвиборну кампанію за такі політики, як Medicare for All, безкоштовні коледжі та університети, мінімальна зарплата в 15 доларів і федеральна гарантія робочих місць. Хоча Клінтон виграла праймеріз (і програла загальні вибори Дональду Трампу), Сандерсу вдалося перемістити платформу Демократичної партії вліво та змінити центризм, який контролював ідеологію партії з часів президентства Білла Клінтона.  Платформи 2016 і 2020 років заявили про підтримку мінімальної заробітної плати в 15 доларів США, можливість державного медичного страхування, скасування смертної кари, легалізацію канабісу та податок на викиди вуглецю.

## Різновиди

### Ранній лібералізм
Сполучені Штати були першою нацією, заснованою на ліберальних ідеях Джона Лока та інших філософів Просвітництва, заснованих на невід’ємних правах і згоді керованих без монархії та спадкової аристократії, і хоча окремі штати встановили релігії, Перша поправка забороняла федеральному уряду встановлювати релігію. Білль про права Сполучених Штатів гарантує кожному громадянину свободи, які відстоюють ліберальні філософи, а саме рівність перед законом, свободу віросповідання, свободу слова, свободу преси, право збиратися на мирні зібрання, право звертатися до уряду з петиціями. для вирішення скарг і право носити зброю, серед інших свобод і прав. У цьому сенсі практично всі американці є лібералами.
Проте як до, так і після заснування країни виникали правові питання щодо обсягу цих прав і свобод. У рішенні у справі Дреда Скотта від 1856–1857 рр. Верховний суд постановив, що ці права стосуються лише білих чоловіків і що чорні не мають жодних прав, які будь-який білий чоловік зобов’язаний поважати. Кілька конституційних поправок після рішення у справі Дреда Скотта поширили гарантії Білля про права на широкі верстви громадян, на всіх громадян у 1868 році, потім, зокрема, на темношкірих у 1870 році, на жінок у 1919 році та на людей, які не можуть дозволити собі сплачувати подушний податок у 1964 році.  

### Класичний лібералізм
У Сполучених Штатах класичний лібералізм, який також називають лібералізмом laissez-faire,  — це віра в те, що вільна ринкова економіка є найпродуктивнішою, а державне втручання надає перевагу небагатьом і шкодить багатьом — або, як сказав Генрі Девід Торо, «кращим є той уряд, який найменше керує». Класичний лібералізм — це філософія індивідуалізму та самовідповідальності з невеликою турботою про групи чи підспільноти.
Класичні ліберали в Сполучених Штатах вірять, що якщо економіку залишити природним силам попиту та пропозиції, вільним від державного втручання, результатом є найбільше задоволення людських потреб. Сучасні класичні ліберали виступають проти концепцій соціал-демократії та соціальної держави.  Бурбонські демократи були фракцією Демократичної партії в 19 столітті, яка приєдналася до класичного лібералізму, як і сучасна коаліція «Синій пес».

### Сучасний лібералізм
У 1883 році Лестер Френк Ворд (1841–1913) опублікував «Динамічна соціологія: або прикладна соціальна наука, заснована на статичній соціології та менш складних науках» і виклав основні принципи сучасного американського лібералізму, водночас атакуючи laissez faire. політики, яку відстоювали Герберт Спенсер і Вільям Грехем Самнер. Ворд був пристрасним прихильником соціології, яка б розумно та науково керувала розвитком суспільства.
Іншим впливовим мислителем прогресивної ери був Герберт Кролі (1869–1930). Він ефективно поєднав класичну ліберальну теорію з прогресивною філософією та заснував періодичне видання The New Republic, щоб представити свої ідеї. Кролі представив аргументи на користь змішаної економіки, збільшення витрат на освіту та створення суспільства, заснованого на «братерстві людства». У 1909 році Кролі опублікував «Обіцянку американського життя», в якій запропонував підвищити загальний рівень життя за допомогою економічного планування, хоча він виступав проти агресивного об’єднання в профспілки.  У «Техніках демократії» (1915) Кролі виступав проти як догматичного індивідуалізму, так і догматичного соціалізму. Як редактор The New Republic він мав форум, щоб охопити інтелектуальну спільноту.

За словами Пола Старра, соціолога Прінстонського університету:
Лібералізм робить ставку на те, що держава [...] може бути сильною, але обмеженою — сильною, тому що обмежена. [...] Права на освіту та інші вимоги для людського розвитку та безпеки спрямовані на розширення можливостей та особистої гідності меншин і сприяння творчому та продуктивному суспільству. Щоб гарантувати ці права, ліберали підтримали ширшу соціальну та економічну роль держави, що врівноважується більш надійними гарантіями громадянських свобод і ширшою соціальною системою стримувань і противаг, заснованих на незалежній пресі та плюралістичному суспільстві.  

— Paul Starr, The New Republic, March 2007 